# 沃盖拉
沃盖拉，是意大利帕维亚省的一个市镇。总面积63.28平方公里，人口39802人，人口密度629.0人/平方公里（2009年）。国家统计（ISTAT）代码为018182。

## 友好城市
- 德国 莱恩费尔登-埃希特丁根
- 法國 马诺斯克
- 美国 夏延